# Ангел Ганев
Ангел Николаев Ганев е български професионален дипломат.
Завършва висше образование по специалност „Международни отношения“ в МГИМО, Москва през 1980 г. Владее руски, английски, немски, сръбски и хърватски езици.
След дипломирането си постъпва на работа в Министерството на външните работи на България. В професионалната си кариера заема следните длъжности:
- 1983 – 1987: трети секретар, вицеконсул, Генерално консулство в Сиктивкар, СССР
- 1987 – 1989: трети секретар, Отдел „Печат“, МВнР
- 1989 – 1992: втори секретар, Посолство в СССР / Русия
- 1992 – 1994: втори секретар, Управление „Европа III“, МВнР
- 1994 – 1997: първи секретар, Посолство в Русия
- 1997 – 1998: първи секретар, Управление „Европа III“, МВнР
- 1999 – 2002: директор на Дирекция „Канцелария на кмета и международно сътрудничество“, Община Варна
- 2002 – 2006: извънреден и пълномощен посланик в Украйна[1]
- 2008 – 2012: търговски представител в Хърватия
- 2012 – 2013: Дирекция „Югоизточна Европа“, МВнР
- 2013-2018 г.: извънреден и пълномощен посланик в Беларус[2]